# Sébastien Stassin
Ne pas confondre avec Stéphane Stassin, un autre joueur de football belge, cousin de Sébastien
Sébastien Stassin, né à Bruxelles le 28 juin 1978, est un joueur de football belge qui évolue en tant que défenseur. Il a évolué en première division belge et néerlandaise. Depuis juin 2013, il joue au SC Dikkelvenne, en première provinciale.

## Carrière

### Débuts difficiles et départ aux Pays-Bas
Sébastien Stassin est formé dans l'école des jeunes du RWD Molenbeek dès 1985 et intègre le noyau professionnel en 1996, sous les ordres de René Vandereycken. Il joue son premier match le 5 avril 1997 face à l'Excelsior Mouscron et dispute trois autres rencontres dans la compétition belge. La saison suivante, il est relégué sur le banc des remplaçants et après six mois sans jouer en championnat, il est prêté jusqu'en fin de saison au RAEC Mons, en Division 3. À cause d'une blessure, il est écarté des terrains pendant deux mois et n'a que peu l'occasion de jouer dans le Hainaut. Il ne retourne cependant pas au RWDM, relégué en Division 2 et rejoint le RBC Roosendaal, en deuxième division néerlandaise. Après deux ans, le club remporte les barrages de promotion et rejoint l'« Eredivisie », le plus haut niveau du football néerlandais. Il joue un an à ce niveau mais perd sa place de titulaire en défense à la suite des mauvais résultats de l'équipe.

### Retour en Belgique
Sébastien Stassin décide alors de relancer sa carrière en Belgique en juin 2001. Il signe un contrat au Cercle de Bruges, qui évolue alors en deuxième division et avait déjà essayé de le recruter quatre ans plus tôt. Pour sa première saison au Cercle, il joue quasiment toutes les rencontres mais échoue lors du tour final pour la montée en Division 1. Ce n'est que partie remise pour les « Vert et noir », qui remportent le titre en 2003, dans lequel Stassin joue un grand rôle. Après la montée, il commence la saison dans la peau d'un titulaire mais perd progressivement sa place à partir du mois de février. En fin de saison, son contrat de trois ans n'est pas prolongé et il rejoint alors le SV Zulte Waregem, un ambitieux club de deuxième division.

### Fin de carrière dans les divisions inférieures
Sébastien Stassin reçoit à nouveau la confiance de son entraîneur Francky Dury et devient rapidement un des piliers de la défense flandrienne. La saison est couronnée de succès et voit le club décrocher le titre de champion, le deuxième en trois ans pour le joueur. Il ne monte cependant pas en première division avec ses coéquipiers et se dirige vers le KV Ostende, toujours en Division 2. Lors de la saison 2005-2006, il joue quasiment toutes les rencontres mais il se blesse grièvement lors d'un match de Coupe de Belgique au début de la saison suivante face au RFC Liège et reste écarté des terrains pendant plus de sept mois. Il revient dans l'équipe à la fin du mois d'avril 2007 et retrouve sa place de titulaire. Sa troisième saison dans le club côtier est marquée par la lutte pour le maintien, qui ne trouve son épiloque qu'en toute fin de saison avec un sauvetage de justesse aux dépens de l'Union Royale Namur.
Après trois ans au KV Ostende, Sébastien Stassin décide de partir au KVSK United, un club plus ambitieux de l'anti-chambre de l'élite. Après un bon début de saison, il se blesse à nouveau à la fin du mois de janvier 2009 et rate toute la fin du championnat. Il revient pour le début de la saison 2009-2010 et retrouve sa place dans l'équipe de base. Après une lutte pour le titre avec le Lierse et Mons, le club termine finalement vice-champion et se qualifie pour le tour final. Donné favori de ce mini-tournoi, le club ne termine que troisième et loupe la montée en Division 1. La saison suivante est du même acabit, avec cette fois Oud-Heverlee Louvain comme principal concurrent. À nouveau, Sébastien Stassin et ses équipiers échouent à la deuxième place et ne parviennent ensuite pas à remporter le tour final.
Après ces trois saisons dans le Limbourg, il décide de quitter le club et de descendre en Division 3, au KMSK Deinze, où il signe un contrat de deux ans. Fort de son expérience, il devient d'emblée un des piliers de l'équipe. Il ne rate que trois rencontres pour cause de suspension sur l'ensemble de la saison. En juillet 2012, il quitte le club et rejoint le FCV Dender EH, en phase de reconstruction après sa relégation de deuxième division quelques semaines plus tôt. Il y joue durant une saison puis s'en va jouer en première provinciale, à la RUS Rebecquoise. Il aide sa nouvelle équipe à remporter le tour final dans la province du Brabant, lui permettant d'accéder ainsi à la Promotion pour la première fois. Il quitte ensuite le club pour rejoindre les rangs du SC Dikkelvenne, restant ainsi en première provinciale.

## Palmarès
- 2 fois champion de Belgique de Division 2 en 2003 avec le Cercle Bruges KSV et en 2005 avec le SV Zulte Waregem.

## Statistiques
| Saison                | Club                  | Championnat           | Championnat | Championnat | Coupe nationale | Coupe nationale | Coupe de la Ligue | Coupe de la Ligue | Total | Total |
| Saison                | Club                  | Division              | M.          | B.          | M.              | B.              | M.                | B.                | M.    | B.    |
| 1996-1997             | RWD Molenbeek         | Division 1            | 4           | 0           | 0               | 0               | 0                 | 0                 | 4     | 0     |
| 1997-1998             | RWD Molenbeek         | Division 1            | 0           | 0           | 0               | 0               | 1                 | 0                 | 1     | 0     |
| Sous-total            | Sous-total            | Sous-total            | 4           | 0           | 0               | 0               | 1                 | 0                 | 5     | 0     |
| 1997-1998             | RAEC Mons             | Division 3            | 7           | 0           | 0               | 0               | 0                 | 0                 | 7     | 0     |
| Sous-total            | Sous-total            | Sous-total            | 7           | 0           | 0               | 0               | 0                 | 0                 | 7     | 0     |
| 1998-1999             | RBC Roosendaal        | Eerste Divisie        | 0           | 0           | -               | -               | 0                 | 0                 | 0     | 0     |
| 1999-2000             | RBC Roosendaal        | Eerste Divisie        | 23          | 0           | -               | -               | 0                 | 0                 | 23    | 0     |
| 2000-2001             | RBC Roosendaal        | Eredivisie            | 19          | 0           | -               | -               | 0                 | 0                 | 19    | 0     |
| Sous-total            | Sous-total            | Sous-total            | 42          | 0           | 0               | 0               | 0                 | 0                 | 42    | 0     |
| 2001-2002             | Cercle Bruges KSV     | Division 2            | 32          | 2           | 2               | 1               | 0                 | 0                 | 34    | 3     |
| 2002-2003             | Cercle Bruges KSV     | Division 2            | 31          | 6           | 2               | 1               | 0                 | 0                 | 33    | 7     |
| 2003-2004             | Cercle Bruges KSV     | Jupiler League        | 19          | 1           | 2               | 0               | 0                 | 0                 | 21    | 1     |
| Sous-total            | Sous-total            | Sous-total            | 82          | 9           | 6               | 2               | 0                 | 0                 | 88    | 11    |
| 2004-2005             | SV Zulte Waregem      | Division 2            | 27          | 1           | 2               | 0               | 0                 | 0                 | 29    | 1     |
| Sous-total            | Sous-total            | Sous-total            | 27          | 1           | 2               | 0               | 0                 | 0                 | 29    | 1     |
| 2005-2006             | KV Ostende            | Division 2            | 27          | 7           | 1               | 0               | 0                 | 0                 | 28    | 7     |
| 2006-2007             | KV Ostende            | Division 2            | 7           | 1           | 1               | 0               | 0                 | 0                 | 8     | 1     |
| 2007-2008             | KV Ostende            | Division 2            | 30          | 1           | 3               | 0               | 0                 | 0                 | 33    | 1     |
| Sous-total            | Sous-total            | Sous-total            | 64          | 9           | 5               | 0               | 0                 | 0                 | 69    | 9     |
| 2008-2009             | KVSK United           | Division 2            | 15          | 1           | 1               | 1               | 0                 | 0                 | 16    | 2     |
| 2009-2010             | KVSK United           | Division 2            | 29          | 1           | 2               | 0               | 0                 | 0                 | 31    | 1     |
| 2010-2011             | Lommel United         | Division 2            | 35          | 0           | 2               | 0               | 0                 | 0                 | 37    | 0     |
| Sous-total            | Sous-total            | Sous-total            | 79          | 2           | 5               | 1               | 0                 | 0                 | 84    | 3     |
| 2011-2012             | KMSK Deinze           | Division 3            | 29          | 4           | 4               | 2               | 0                 | 0                 | 33    | 6     |
| Sous-total            | Sous-total            | Sous-total            | 29          | 4           | 4               | 2               | 0                 | 0                 | 33    | 6     |
| 2012-2013             | FCV Dender EH         | Division 3            | 9           | 0           | 0               | 0               | 0                 | 0                 | 9     | 0     |
| Sous-total            | Sous-total            | Sous-total            | 9           | 0           | 0               | 0               | 0                 | 0                 | 9     | 0     |
| 2013-2014             | RUS Rebecquoise       | 1re prov.             | 20          | 3           | 0               | 0               | 0                 | 0                 | 20    | 3     |
| Sous-total            | Sous-total            | Sous-total            | 20          | 3           | 0               | 0               | 0                 | 0                 | 20    | 3     |
| Total sur la carrière | Total sur la carrière | Total sur la carrière | 363         | 28          | 22              | 5               | 1                 | 0                 | 386   | 33    |